# Trzeci rząd Margaret Thatcher

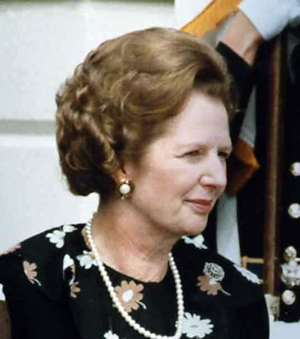
Margaret Thatcher, premier, pierwszy lord skarbu, minister służby cywilnej

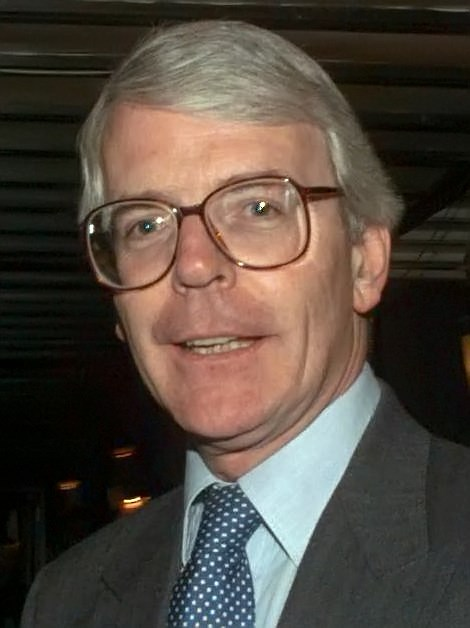
John Major, naczelny sekretarz skarbu, minister spraw zagranicznych, kanclerz skarbu

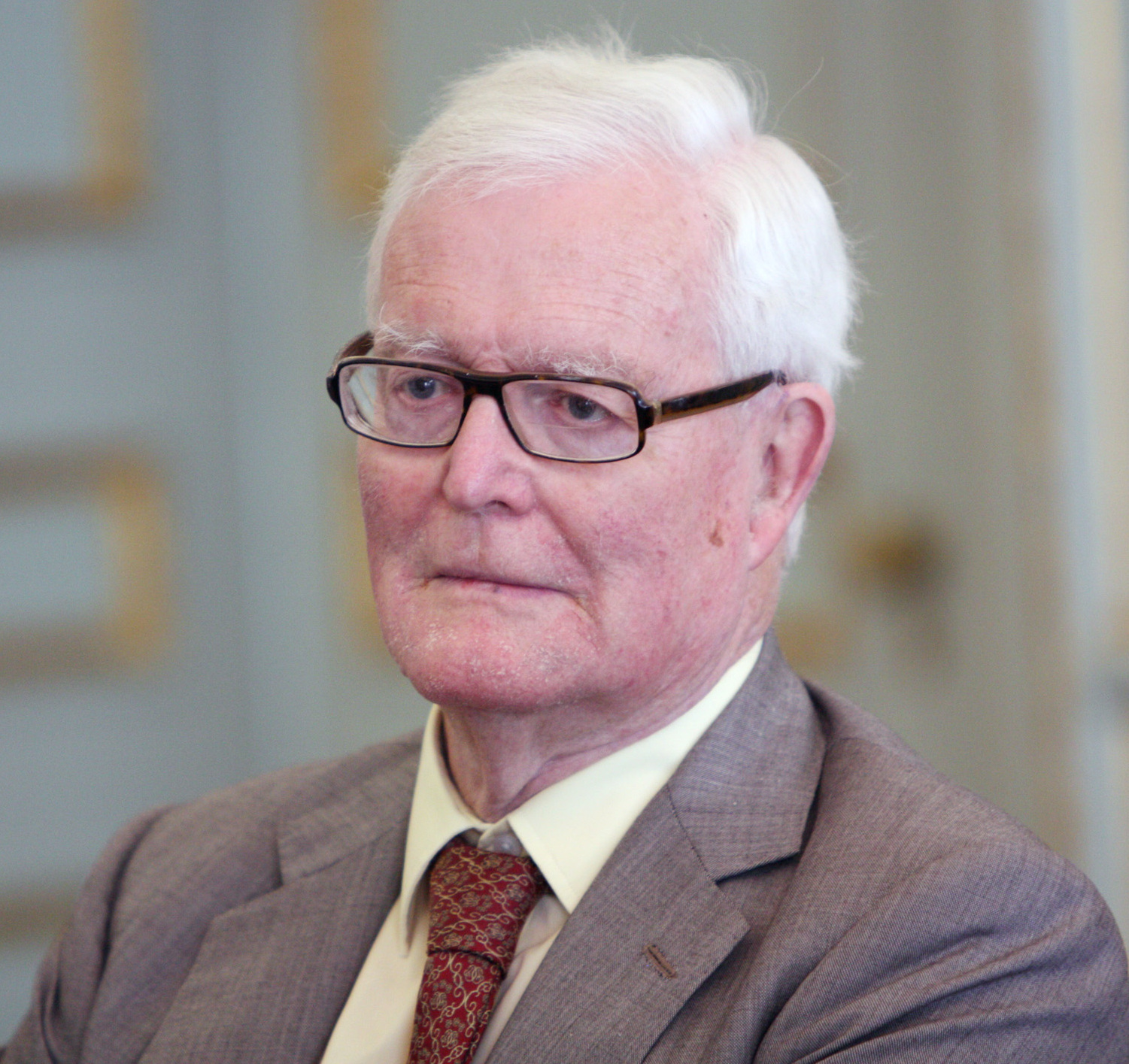
Douglas Hurd, minister spraw wewnętrznych, minister spraw zagranicznych

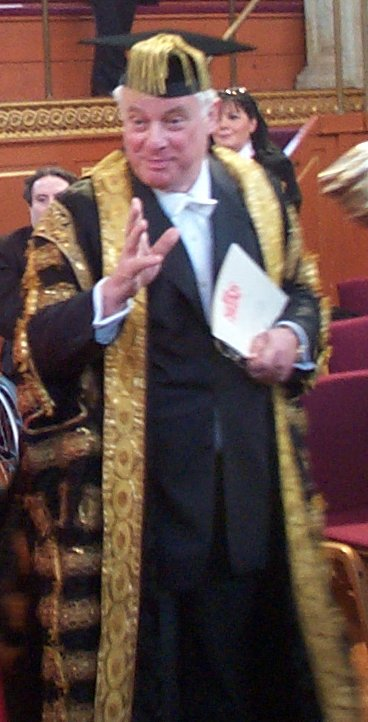
Chris Patten, minister stanu w Foreign Office, minister rozwoju zamorskiego, minister środowiska

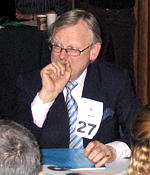
John Gummer, minister stanu w ministerstwie rolnictwa, rybołówstwa i żywności, minister stanu ds. samorządu lokalnego, minister rolnictwa, rybołówstwa i żywności

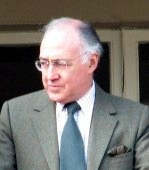
Michael Howard, minister stanu ds. samorządu lokalnego, minister stanu w ministerstwie środowiska, minister stanu ds. budownictwa, minister zatrudnienia

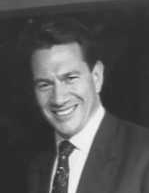
Michael Portillo, podsekretarz stanu w ministerstwie zabezpieczenia socjalnego, minister stanu w ministerstwie transportu, minister stanu ds. samorządu lokalnego

Trzeci rząd Partii Konserwatywnej pod przewodnictwem Margaret Thatcher powstał po wyborach powszechnych w czerwcu 1987 r. i przetrwał do rezygnacji Thatcher w listopadzie 1990 r.
Członków ścisłego gabinetu wyróżniono tłustym drukiem.

## Skład rządu
| Urząd                                                               | Imię i nazwisko                                                                    | Kadencja                           |
| ------------------------------------------------------------------- | ---------------------------------------------------------------------------------- | ---------------------------------- |
| Premier Pierwszy lord skarbu Minister służby cywilnej               | Margaret Thatcher                                                                  | 1987–1990                          |
|                                                                     |                                                                                    |                                    |
| Lord kanclerz                                                       | Michael Havers, baron Havers James Mackay, baron Mackay of Clashfern               | 1987 1987–1990                     |
| Lord przewodniczący Rady                                            | William Whitelaw, 1. wicehrabia Whitelaw John Wakeham Geoffrey Howe John MacGregor | 1987–1988 1988–1989 1989–1990 1990 |
| Minister stanu w Urzędzie Tajnej Rady                               | Richard Luce David Mellor                                                          | 1987–1990 1990                     |
| Lord tajnej pieczęci                                                | John Wakeham John Ganzoni, 2. baron Belstead                                       | 1987–1988 1988–1990                |
| Kanclerz skarbu                                                     | Nigel Lawson John Major                                                            | 1987–1989 1989–1990                |
| Naczelny sekretarz skarbu                                           | John Major Norman Lamont                                                           | 1987–1989 1989–1990                |
| Parlamentarny sekretarz skarbu                                      | David Waddington                                                                   | 1987–1989                          |
| Parlamentarny sekretarz skarbu                                      | Timothy Renton                                                                     | 1989–1990                          |
| Finansowy sekretarz skarbu                                          | Norman Lamont                                                                      | 1987–1989                          |
| Finansowy sekretarz skarbu                                          | Peter Lilley                                                                       | 1989–1990                          |
| Finansowy sekretarz skarbu                                          | Francis Maude                                                                      | 1990–1992                          |
| Lord skarbu                                                         | Tim Sainsbury                                                                      | 1987                               |
| Lord skarbu                                                         | Michael Neubert                                                                    | 1987–1988                          |
| Lord skarbu                                                         | Peter Lloyd                                                                        | 1987–1988                          |
| Lord skarbu                                                         | Mark Lennox-Boyd                                                                   | 1987–1988                          |
| Lord skarbu                                                         | Tony Durant                                                                        | 1987–1988                          |
| Lord skarbu                                                         | David Lightbown                                                                    | 1987–1990                          |
| Lord skarbu                                                         | Alan Howarth                                                                       | 1988–1989                          |
| Lord skarbu                                                         | David Maclean                                                                      | 1988–1989                          |
| Lord skarbu                                                         | Kenneth Carlisle                                                                   | 1988–1990                          |
| Lord skarbu                                                         | Stephen Dorrell                                                                    | 1988–1990                          |
| Lord skarbu                                                         | David Heathcoat-Amory                                                              | 1989                               |
| Lord skarbu                                                         | John Mark Taylor                                                                   | 1989–1990                          |
| Lord skarbu                                                         | Tom Sackville                                                                      | 1989–1990                          |
| Lord skarbu                                                         | Michael Fallon                                                                     | 1990                               |
| Lord skarbu                                                         | Sydney Chapman                                                                     | 1990                               |
| Lord skarbu                                                         | Greg Knight                                                                        | 1990                               |
| Lord skarbu                                                         | Irvine Patnick                                                                     | 1990                               |
| Minister spraw zagranicznych                                        | Geoffrey Howe                                                                      | 1987–1989                          |
| Minister spraw zagranicznych                                        | John Major                                                                         | 1989                               |
| Minister spraw zagranicznych                                        | Douglas Hurd                                                                       | 1989–1990                          |
| Minister stanu w Foreign Office                                     | Lynda Chalker, baronowa Chalker of Wallasey                                        | 1987–1990                          |
| Minister stanu w Foreign Office                                     | Chris Patten                                                                       | 1987–1989                          |
| Minister stanu w Foreign Office                                     | David Mellor                                                                       | 1987–1988                          |
| Minister stanu w Foreign Office                                     | Simon Arthur, 4. baron Glenarthur                                                  | 1987–1989                          |
| Minister stanu w Foreign Office                                     | William Waldegrave                                                                 | 1988–1990                          |
| Minister stanu w Foreign Office                                     | Francis Maude                                                                      | 1989–1990                          |
| Minister stanu w Foreign Office                                     | Ivon Moore-Brabazon, 3. baron Brabazon of Tara                                     | 1989–1990                          |
| Minister stanu w Foreign Office                                     | Malcolm Sinclair, 20. hrabia Caithness                                             | 1990                               |
| Minister stanu w Foreign Office                                     | Tristan Garel-Jones                                                                | 1990                               |
| Minister stanu w Foreign Office                                     | Douglas Hogg                                                                       | 1990                               |
| Podsekretarz stanu w Foreign Office                                 | Timothy Eggar                                                                      | 1987–1989                          |
| Podsekretarz stanu w Foreign Office                                 | Tim Sainsbury                                                                      | 1989–1990                          |
| Podsekretarz stanu w Foreign Office                                 | Mark Lennox-Boyd                                                                   | 1990                               |
| Minister rozwoju zamorskiego                                        | Chris Patten                                                                       | 1987–1989                          |
| Minister rozwoju zamorskiego                                        | Lynda Chalker, baronowa Chalker of Wallasey                                        | 1989–1990                          |
| Minister spraw wewnętrznych                                         | Douglas Hurd                                                                       | 1987–1989                          |
| Minister spraw wewnętrznych                                         | David Waddington                                                                   | 1989–1990                          |
| Minister stanu w Home Office                                        | Malcolm Sinclair, 20. hrabia Caithness                                             | 1987–1988                          |
| Minister stanu w Home Office                                        | John Patten                                                                        | 1987–1990                          |
| Minister stanu w Home Office                                        | Robert Shirley, 13. hrabia Ferrers                                                 | 1988–1990                          |
| Minister stanu w Home Office                                        | David Mellor                                                                       | 1989–1990                          |
| Minister stanu w Home Office                                        | Angela Rumbold                                                                     | 1990                               |
| Podsekretarz stanu w Home Office                                    | Douglas Hogg                                                                       | 1987–1989                          |
| Podsekretarz stanu w Home Office                                    | Peter Lloyd                                                                        | 1989–1990                          |
| Minister rolnictwa, rybołówstwa i żywności                          | John MacGregor                                                                     | 1987–1989                          |
| Minister rolnictwa, rybołówstwa i żywności                          | John Gummer                                                                        | 1989–1990                          |
| Minister stanu w ministerstwie rolnictwa, rybołówstwa i żywności    | John Gummer                                                                        | 1987–1988                          |
| Minister stanu w ministerstwie rolnictwa, rybołówstwa i żywności    | Jean Barker, baronowa Trumpington                                                  | 1989–1990                          |
| Posekretarz stanu w ministerstwie rolnictwa, rybołówstwa i żywności | Jean Barker, baronowa Trumpington                                                  | 1987–1989                          |
| Posekretarz stanu w ministerstwie rolnictwa, rybołówstwa i żywności | Richard Ryder                                                                      | 1988–1989                          |
| Posekretarz stanu w ministerstwie rolnictwa, rybołówstwa i żywności | David Curry                                                                        | 1989–1990                          |
| Posekretarz stanu w ministerstwie rolnictwa, rybołówstwa i żywności | David Maclean                                                                      | 1989–1990                          |
| Minister sztuki                                                     | Richard Luce                                                                       | 1987–1990                          |
| Minister sztuki                                                     | David Mellor                                                                       | 1990                               |
| Minister obrony                                                     | George Younger                                                                     | 1987–1989                          |
| Minister obrony                                                     | Tom King                                                                           | 1989–1990                          |
| Minister stanu ds. sił zbrojnych                                    | Ian Stewart                                                                        | 1987–1988                          |
| Minister stanu ds. sił zbrojnych                                    | Archie Hamilton                                                                    | 1988–1990                          |
| Minister stanu ds. zaopatrzenia armii                               | David Trefgarne, 2. baron Trefgarne                                                | 1987–1989                          |
| Minister stanu ds. zaopatrzenia armii                               | Alan Clark                                                                         | 1989–1990                          |
| Podsekretarz stanu ds. sił zbrojnych                                | Roger Freeman                                                                      | 1987–1988                          |
| Podsekretarz stanu ds. sił zbrojnych                                | Michael Neubert                                                                    | 1988–1990                          |
| Podsekretarz stanu ds. zaopatrzenia armii                           | Tim Sainsbury                                                                      | 1987–1989                          |
| Podsekretarz stanu ds. zaopatrzenia armii                           | Arthur Gore, 9. hrabia Arran                                                       | 1989–1990                          |
| Podsekretarz stanu ds. zaopatrzenia armii                           | Kenneth Carlisle                                                                   | 1990                               |
| Minister edukacji i nauki                                           | Kenneth Baker                                                                      | 1987–1989                          |
| Minister edukacji i nauki                                           | John MacGregor                                                                     | 1989–1990                          |
| Minister edukacji i nauki                                           | Kenneth Clarke                                                                     | 1990                               |
| Minister stanu w ministerstwie edukacji i nauki                     | Angela Rumbold                                                                     | 1987–1990                          |
| Minister stanu w ministerstwie edukacji i nauki                     | Tim Eggar                                                                          | 1990                               |
| Podsekretarz stanu w ministerstwie edukacji i nauki                 | Gloria Hooper, baronowa Hooper                                                     | 1987–1988                          |
| Podsekretarz stanu w ministerstwie edukacji i nauki                 | Robert V. Jackson                                                                  | 1987–1990                          |
| Podsekretarz stanu w ministerstwie edukacji i nauki                 | John Butcher                                                                       | 1988–1989                          |
| Podsekretarz stanu w ministerstwie edukacji i nauki                 | Alan Howarth                                                                       | 1989–1990                          |
| Podsekretarz stanu w ministerstwie edukacji i nauki                 | Michael Fallon                                                                     | 1990–1992                          |
| Minister zatrudnienia                                               | Norman Fowler                                                                      | 1987–1990                          |
| Minister zatrudnienia                                               | Michael Howard                                                                     | 1990                               |
| Minister stanu w ministerstwie zatrudnienia                         | John Cope                                                                          | 1987–1989                          |
| Minister stanu w ministerstwie zatrudnienia                         | Tim Eggar                                                                          | 1989–1990                          |
| Podsekretarz stanu w ministerstwie zatrudnienia                     | John Lee                                                                           | 1987–1989                          |
| Podsekretarz stanu w ministerstwie zatrudnienia                     | Patrick Nicholls                                                                   | 1987–1989                          |
| Podsekretarz stanu w ministerstwie zatrudnienia                     | Thomas Galbraith, 2. baron Strathclyde                                             | 1989–1990                          |
| Podsekretarz stanu w ministerstwie zatrudnienia                     | Robert V. Jackson                                                                  | 1990                               |
| Podsekretarz stanu w ministerstwie zatrudnienia                     | Eric Forth                                                                         | 1990                               |
| Podsekretarz stanu w ministerstwie zatrudnienia                     | Nicholas Lowther, 2. wicehrabia Ullswater                                          | 1990                               |
| Minister energii                                                    | Cecil Parkinson                                                                    | 1987–1989                          |
| Minister energii                                                    | John Wakeham                                                                       | 1989–1990                          |
| Minister stanu w ministerstwie energii                              | Peter Morrison                                                                     | 1987–1990                          |
| Podsekretarz stanu w ministerstwie energii                          | Michael Spicer                                                                     | 1987–1990                          |
| Podsekretarz stanu w ministerstwie energii                          | Gloria Hooper, baronowa Hooper                                                     | 1988–1989                          |
| Podsekretarz stanu w ministerstwie energii                          | Tony Baldry                                                                        | 1990                               |
| Podsekretarz stanu w ministerstwie energii                          | Colin Moynihan                                                                     | 1990–1992                          |
| Minister środowiska                                                 | Nicholas Ridley                                                                    | 1987–1989                          |
| Minister środowiska                                                 | Chris Patten                                                                       | 1989–1990                          |
| Minister stanu ds. samorządu lokalnego                              | Michael Howard                                                                     | 1987–1988                          |
| Minister stanu ds. samorządu lokalnego                              | John Gummer                                                                        | 1988–1989                          |
| Minister stanu ds. samorządu lokalnego                              | David Hunt                                                                         | 1989–1990                          |
| Minister stanu ds. samorządu lokalnego                              | Michael Portillo                                                                   | 1990                               |
| Minister stanu ds. budownictwa                                      | William Waldegrave                                                                 | 1987–1988                          |
| Minister stanu ds. budownictwa                                      | Malcolm Sinclair, 20. hrabia Caithness                                             | 1988–1989                          |
| Minister stanu ds. budownictwa                                      | Michael Howard                                                                     | 1989–1990                          |
| Minister stanu ds. budownictwa                                      | Michael Spicer                                                                     | 1990                               |
| Minister stanu w ministerstwie środowiska                           | John Ganzoni, 2. baron Belstead                                                    | 1987–1988                          |
| Minister stanu w ministerstwie środowiska                           | Malcolm Sinclair, 20. hrabia Caithness                                             | 1988                               |
| Minister stanu w ministerstwie środowiska                           | Michael Howard                                                                     | 1988–1989                          |
| Minister stanu w ministerstwie środowiska                           | David Trippier                                                                     | 1989–1990                          |
| Podsekretarz stanu ds. sportu                                       | Colin Moynihan                                                                     | 1987–1990                          |
| Podsekretarz stanu ds. sportu                                       | Robert Atkins                                                                      | 1990                               |
| Podsekretarz stanu w ministerstwie środowiska                       | Christopher Chope                                                                  | 1987–1990                          |
| Podsekretarz stanu w ministerstwie środowiska                       | Marion Roe                                                                         | 1987–1988                          |
| Podsekretarz stanu w ministerstwie środowiska                       | David Trippier                                                                     | 1987–1989                          |
| Podsekretarz stanu w ministerstwie środowiska                       | Virginia Bottomley                                                                 | 1988–1989                          |
| Podsekretarz stanu w ministerstwie środowiska                       | Alexander Hesketh, 3. baron Hesketh                                                | 1989–1990                          |
| Podsekretarz stanu w ministerstwie środowiska                       | David Heathcoat-Amory                                                              | 1989–1990                          |
| Podsekretarz stanu w ministerstwie środowiska                       | Patrick Nicholls                                                                   | 1990                               |
| Podsekretarz stanu w ministerstwie środowiska                       | Thomas Galbraith, 2. baron Strathclyde                                             | 1990                               |
| Podsekretarz stanu w ministerstwie środowiska                       | Emily Blatch, baronowa Blatch                                                      | 1990                               |
| Podsekretarz stanu w ministerstwie środowiska                       | Robert Key                                                                         | 1990                               |
| Minister służby socjalnej                                           | John Moore                                                                         | 1987–1988                          |
| Minister zdrowia                                                    | Kenneth Clarke                                                                     | 1988–1990                          |
| Minister zdrowia                                                    | William Waldegrave                                                                 | 1990                               |
| Minister stanu w ministerstwie służby socjalnej                     | Tony Newton                                                                        | 1987–1988                          |
| Minister stanu w ministerstwie zdrowia                              | David Mellor                                                                       | 1988–1989                          |
| Minister stanu w ministerstwie zdrowia                              | Anthony Trafford, baron Trafford                                                   | 1989                               |
| Minister stanu w ministerstwie zdrowia                              | Virginia Bottomley                                                                 | 1989–1990                          |
| Podsekretarz stanu w ministerstwie zabezpieczenia socjalnego        | Edwina Currie                                                                      | 1987–1988                          |
| Podsekretarz stanu w ministerstwie zabezpieczenia socjalnego        | Michael Portillo                                                                   | 1987–1988                          |
| Podsekretarz stanu w ministerstwie zabezpieczenia socjalnego        | Roger Bootle-Wilbraham, 7. baron Skelmersdale                                      | 1987–1988                          |
| Podsekretarz stanu w ministerstwie zdrowia                          | Edwina Currie                                                                      | 1988                               |
| Podsekretarz stanu w ministerstwie zdrowia                          | Roger Freeman                                                                      | 1988–1990                          |
| Podsekretarz stanu w ministerstwie zdrowia                          | Gloria Hooper, baronowa Hooper                                                     | 1989–1990                          |
| Podsekretarz stanu w ministerstwie zdrowia                          | Stephen Dorrell                                                                    | 1990                               |
| Minister zabezpieczenia socjalnego                                  | John Moore                                                                         | 1988–1989                          |
| Minister zabezpieczenia socjalnego                                  | Tony Newton                                                                        | 1989–1990                          |
| Minister stanu w ministerstwie zabezpieczenia socjalnego            | Nicholas Scott                                                                     | 1987–1990                          |
| Podsekretarz stanu w ministerstwie zabezpieczenia socjalnego        | Roger Bootle-Wilbraham, 7. baron Skelmersdale                                      | 1988–1989                          |
| Podsekretarz stanu w ministerstwie zabezpieczenia socjalnego        | Peter Lloyd                                                                        | 1988–1989                          |
| Podsekretarz stanu w ministerstwie zabezpieczenia socjalnego        | Oliver Eden, 8. baron Henley                                                       | 1989–1990                          |
| Podsekretarz stanu w ministerstwie zabezpieczenia socjalnego        | Gillian Shephard                                                                   | 1989–1990                          |
| Kanclerz Księstwa Lancaster                                         | Kenneth Clarke                                                                     | 1987–1988                          |
| Kanclerz Księstwa Lancaster                                         | Tony Newton                                                                        | 1988–1989                          |
| Kanclerz Księstwa Lancaster                                         | Kenneth Baker                                                                      | 1989–1990                          |
| Minister ds. Irlandii Północnej                                     | Tom King                                                                           | 1987–1989                          |
| Minister ds. Irlandii Północnej                                     | Peter Brooke                                                                       | 1989–1990                          |
| Minister stanu w ministerstwie ds. Irlandii Północnej               | John Stanley                                                                       | 1987–1988                          |
| Minister stanu w ministerstwie ds. Irlandii Północnej               | Ian Stewart                                                                        | 1988–1989                          |
| Minister stanu w ministerstwie ds. Irlandii Północnej               | John Cope                                                                          | 1989–1990                          |
| Podsekretarz stanu w ministerstwie ds. Irlandii Północnej           | Charles Lyell, 3. baron Lyell                                                      | 1987–1989                          |
| Podsekretarz stanu w ministerstwie ds. Irlandii Północnej           | Richard Needham                                                                    | 1987–1990                          |
| Podsekretarz stanu w ministerstwie ds. Irlandii Północnej           | Peter Viggers                                                                      | 1987–1989                          |
| Podsekretarz stanu w ministerstwie ds. Irlandii Północnej           | Brian Mawhinney                                                                    | 1987–1990                          |
| Podsekretarz stanu w ministerstwie ds. Irlandii Północnej           | Peter Bottomley                                                                    | 1989–1990                          |
| Podsekretarz stanu w ministerstwie ds. Irlandii Północnej           | Roger Bootle-Wilbraham, 7. baron Skelmersdale                                      | 1989–1990                          |
| Paymaster-General                                                   | Peter Brooke                                                                       | 1987–1989                          |
| Paymaster-General                                                   | Malcolm Sinclair, 20. hrabia Caithness                                             | 1989–1990                          |
| Paymaster-General                                                   | Richard Ryder                                                                      | 1990                               |
| Minister ds. Szkocji                                                | Malcolm Rifkind                                                                    | 1987–1990                          |
| Minister stanu w ministerstwie ds. Szkocji                          | Ian Lang                                                                           | 1987–1990                          |
| Minister stanu w ministerstwie ds. Szkocji                          | Charles Sanderson, baron Sanderson of Bowden                                       | 1987–1990                          |
| Minister stanu w ministerstwie ds. Szkocji                          | Michael Forsyth                                                                    | 1990                               |
| Podsekretarz stanu w ministerstwie ds. Szkocji                      | Lord James Douglas-Hamilton                                                        | 1987–1990                          |
| Podsekretarz stanu w ministerstwie ds. Szkocji                      | Michael Forsyth                                                                    | 1987–1990                          |
| Podsekretarz stanu w ministerstwie ds. Szkocji                      | Thomas Galbraith, 2. baron Strathclyde                                             | 1990                               |
| Minister handlu i przemysłu                                         | David Young, baron Young of Graffham                                               | 1987–1989                          |
| Minister handlu i przemysłu                                         | Nicholas Ridley                                                                    | 1989–1990                          |
| Minister handlu i przemysłu                                         | Peter Lilley                                                                       | 1990                               |
| Minister ds. handlu                                                 | Alan Clark                                                                         | 1987–1989                          |
| Minister ds. handlu                                                 | David Trefgarne, 2. baron Trefgarne                                                | 1989–1990                          |
| Minister ds. handlu                                                 | Tim Sainsbury                                                                      | 1990                               |
| Minister ds. przemysłu                                              | Douglas Hogg                                                                       | 1989–1990                          |
| Minister ds. przemysłu                                              | Alexander Hesketh, 3. baron Hesketh                                                | 1990                               |
| Minister spraw korporacji                                           | John Redwood                                                                       | 1990                               |
| Podsekretarz stanu w ministerstwie handlu i przemysłu               | John Butcher                                                                       | 1987–1988                          |
| Podsekretarz stanu w ministerstwie handlu i przemysłu               | Robert Atkins                                                                      | 1987–1989                          |
| Podsekretarz stanu w ministerstwie handlu i przemysłu               | Francis Maude                                                                      | 1987–1989                          |
| Podsekretarz stanu w ministerstwie handlu i przemysłu               | Eric Forth                                                                         | 1988–1990                          |
| Podsekretarz stanu w ministerstwie handlu i przemysłu               | John Redwood                                                                       | 1989–1990                          |
| Podsekretarz stanu w ministerstwie handlu i przemysłu               | Edward Leigh                                                                       | 1990                               |
| Minister transportu                                                 | Paul Channon                                                                       | 1987–1989                          |
| Minister transportu                                                 | Cecil Parkinson                                                                    | 1989–1990                          |
| Minister stanu w ministerstwie transportu                           | David Mitchell                                                                     | 1987–1988                          |
| Minister stanu w ministerstwie transportu                           | Michael Portillo                                                                   | 1988–1990                          |
| Minister stanu w ministerstwie transportu                           | Roger Freeman                                                                      | 1990                               |
| Minister stanu w ministerstwie transportu                           | Ivon Moore-Brabazon, 3. baron Brabazon of Tara                                     | 1990                               |
| Podsekretarz stanu w ministerstwie transportu                       | Peter Bottomley                                                                    | 1987–1989                          |
| Podsekretarz stanu w ministerstwie transportu                       | Ivon Moore-Brabazon, 3. baron Brabazon of Tara                                     | 1987–1989                          |
| Podsekretarz stanu w ministerstwie transportu                       | Robert Atkins                                                                      | 1989–1990                          |
| Podsekretarz stanu w ministerstwie transportu                       | Patrick McLoughlin                                                                 | 1989–1990                          |
| Podsekretarz stanu w ministerstwie transportu                       | Christopher Chope                                                                  | 1990                               |
| Minister ds. Walii                                                  | Peter Walker                                                                       | 1987–1990                          |
| Minister ds. Walii                                                  | David Hunt                                                                         | 1990                               |
| Minister stanu w ministerstwie ds. Walii                            | Wyn Roberts                                                                        | 1987–1990                          |
| Podsekretarz stanu w ministerstwie ds. Walii                        | Ian Grist                                                                          | 1987–1990                          |
| Prokurator generalny Anglii i Walii                                 | Patrick Mayhew                                                                     | 1987–1990                          |
| Solicitor General Anglii i Walii                                    | Nicholas Lyell                                                                     | 1987–1990                          |
| Lord adwokat                                                        | Kenneth Cameron, baron Cameron of Lochbroom                                        | 1987–1989                          |
| Lord adwokat                                                        | Peter Fraser, baron Fraser of Carmyllie                                            | 1989–1990                          |
| Solicitor General Szkocji                                           | Peter Fraser                                                                       | 1987–1989                          |
| Solicitor General Szkocji                                           | Alan Rodger                                                                        | 1989–1990                          |
| Skarbnik Dworu Królewskiego                                         | David Hunt                                                                         | 1987–1989                          |
| Skarbnik Dworu Królewskiego                                         | Tristan Garel-Jones                                                                | 1989–1990                          |
| Skarbnik Dworu Królewskiego                                         | Alastair Goodlad                                                                   | 1990                               |
| Kontroler Dworu Królewskiego                                        | Robert Boscawen                                                                    | 1987–1988                          |
| Kontroler Dworu Królewskiego                                        | Tristan Garel-Jones                                                                | 1988–1989                          |
| Kontroler Dworu Królewskiego                                        | Alastair Goodlad                                                                   | 1989–1990                          |
| Kontroler Dworu Królewskiego                                        | George Young                                                                       | 1990                               |
| Wiceszambelan Dworu Królewskiego                                    | Tristan Garel-Jones                                                                | 1987–1988                          |
| Wiceszambelan Dworu Królewskiego                                    | Michael Neubert                                                                    | 1988                               |
| Wiceszambelan Dworu Królewskiego                                    | Tony Durant                                                                        | 1988–1990                          |
| Wiceszambelan Dworu Królewskiego                                    | David Lightbown                                                                    | 1990                               |
| Kapitan Gentlemen-at-Arms                                           | Bertram Bowyer, 2. baron Denham                                                    | 1987–1990                          |
| Kapitan Ochotników Gwardii                                          | John Davidson, 2. wicehrabia Davidson                                              | 1987–1990                          |
| Lord-in-waiting                                                     | Richard Long, 4. wicehrabia Long                                                   | 1987–1990                          |
| Lord-in-waiting                                                     | Maxwell Aitken, 3. baron Beaverbrook                                               | 1987–1988                          |
| Lord-in-waiting                                                     | Alexander Scrymgeour-Wedderburn, 12. hrabia Dundee                                 | 1987–1989                          |
| Lord-in-waiting                                                     | Arthur Gore, 9. hrabia Arran                                                       | 1987–1989                          |
| Lord-in-waiting                                                     | Thomas Galbraith, 2. baron Strathclyde                                             | 1988–1989                          |
| Lord-in-waiting                                                     | Oliver Eden, 8. baron Henley                                                       | 1989                               |
| Lord-in-waiting                                                     | Nicholas Lowther, 2. wicehrabia Ullswater                                          | 1989–1990                          |
| Lord-in-waiting                                                     | Hugh Mackay, 14. lord Reay                                                         | 1989–1990                          |
| Lord-in-waiting                                                     | Michael Bowes-Lyon, 18. hrabia Strathmore i Kinghorne                              | 1989–1990                          |
| Lord-in-waiting                                                     | Emily Blatch, baronowa Blatch                                                      | 1990                               |
| Lord-in-waiting                                                     | Hugh Cavendish, baron Cavendish of Furness                                         | 1990                               |
| Lord-in-waiting                                                     | William Astor, 4. wicehrabia Astor                                                 | 1990                               |